# Salamis (geslacht)
Salamis is een afrotropisch geslacht van vlinders uit de familie van de Nymphalidae. De wetenschappelijke naam voor dit geslacht is voor het eerst voorgesteld door Jean Baptiste Boisduval in een publicatie uit 1833.

## Soorten
- Salamis amaniensis Vosseler, 1907
- Salamis anteva (Ward, 1870)
- Salamis augustina Boisduval, 1833
- Salamis cacta (Fabricius, 1793)